# Utrecht (Südafrika)
Utrecht ist eine Stadt im Vorgebirge der Balele-Berge in KwaZulu-Natal, Südafrika. Ihre Hauptwirtschaftszweige sind Kohlebergbau und Viehhaltung. Sie war von 1854 bis 1858 Hauptstadt der gleichnamigen Burenrepublik. 2011 hatte sie 5290 Einwohner.

## Geschichte

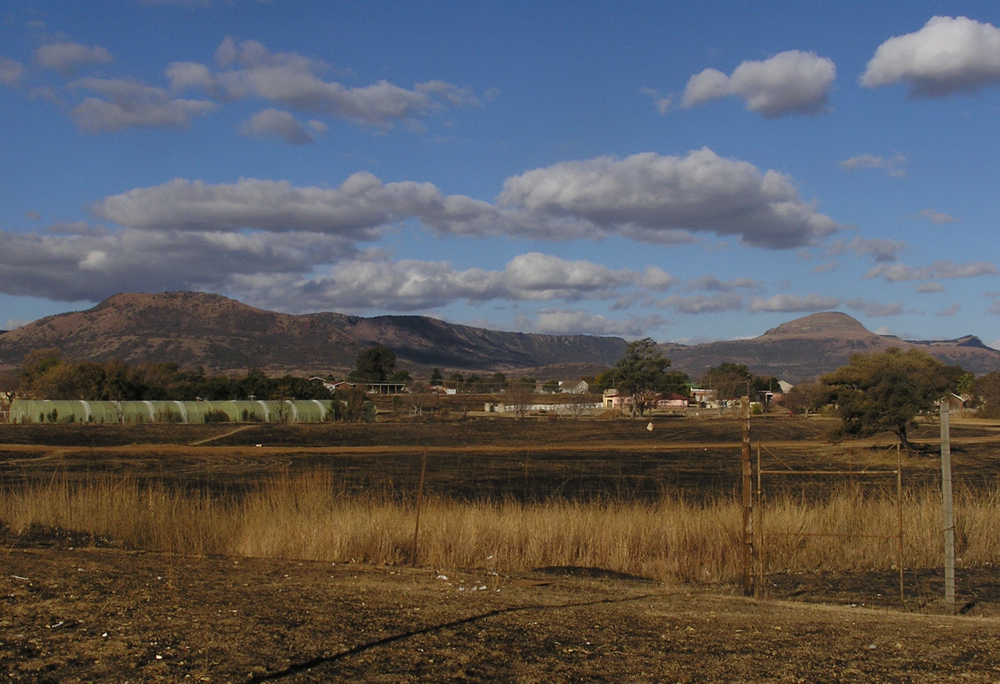
Die Balele-Berge nahe Utrecht

1852 tauschten Voortrekker-Siedler 100 Stück Vieh beim Zulu-König Mpande für Schürfrechte im Zululand. Jedoch beanspruchten die Siedler schon 1854 das Land als Eigentum und gründeten die Republik Utrecht. Die 32 km mal 64 km große Burenrepublik wurde wie ihre Hauptstadt nach der weit größeren Stadt Utrecht in den Niederlanden benannt. Aufgrund ihrer geringen Bevölkerung und der burischen Abneigung gegen zentrale Regierungen wurde sie durch einen Landdrost (Friedensrichter) regiert.
Am 8. Mai 1858 wurde die Republik in die Republik Lydenburg integriert, und zusammen mit ihr 1860 in die Südafrikanische Republik (ZAR).
Schließlich wurde das Gebiet unter dem anglo-burischen Vertrag vom 31. Mai 1902 der britischen Kolonie Natal einverleibt, zusammen mit den Vryheid-Gebieten.

## Persönlichkeiten
- Fred Page (1908–1984), surrealistischer Maler